# Idaea decidua
Idaea decidua är en fjärilsart som beskrevs av W. Warren 1900. Idaea decidua ingår i släktet Idaea och familjen mätare. Inga underarter finns listade i Catalogue of Life.